# John Chadwick
John Chadwick (21 de maig de 1920 - 24 de novembre de 1998) va ser un lingüista i professor de llengües clàssiques anglès. La seva fama li ve donada per la seva actuació en el desxiframent de l'Escriptura Lineal B, juntament amb Michael Ventris.
Nascut a Londres i educat en l'escola de St Paul i el col·legi del Corpus Christi, va ser oficial de la Marina Britànica durant la Segona Guerra Mundial.
Després de la guerra es va casar i va passar a formar part dels empleats de l'Oxford Classical Dictionary abans de començar les seves classes de llengües clàssiques a Cambridge el 1952. Aquest mateix any va començar a treballar amb Ventris en el desxifrat progressiu del Lineal B. Tots dos van escriure l'article Documents in Mycenean Greek (Documents en grec micènic) a 1956 després d'una controvertida primera publicació tres anys abans. Els coneixements filològics de Chadwick es van aplicar a la teoria inicial de Ventris que el Lineal B era una forma de grec antic, en comptes d'una altra llengua mediterrània.
Després de la mort de Ventris el 1956, Chadwick va esdevenir la primera autoritat en el lineal B, i va escriure un llibre de divulgació popular sobre el tema: The Decipherment of Linear B ( El desxiframent del lineal B) el 1958 i revisà Documents in Mycenean Greek el 1978.
Es va retirar el 1984, quan ja s'havia convertit en Perceval Maitland Laurence Reader en llengües clàssiques a Cambridge. Va continuar els seus estudis fins a la seva mort, i fou membre actiu de diverses prestigioses societats internacionals, a més d'escriure nombrosos articles populars i acadèmics.

## Publicacions
- Chadwick, John. The Decipherment of Linear B.  Second edition (1990). Cambridge UP, 1958. ISBN 0-521-39830-4.
- Chadwick, John. The Mycenaean World.  Cambridge UP, 1976. ISBN 0-521-29037-6.
- Ventris, Michael y Chadwick, John. Documents in Mycenaean Greek.  Second edition (1974). Cambridge UP, 1956. ISBN 0-521-08558-6.
- John Chadwick, Louis Godart, John T. Killen, J. P. Olivier, Anna Sacconi, I. A. Sakellarakis. Corpus of Mycenaean Inscriptions from Knossos. Roma 1986 (I vol.), 1990 (II vol.), 1997 (III vol.), 1998 (IV vol.)